# Empis xanthopyga
Empis xanthopyga är en tvåvingeart som beskrevs av Ignaz Rudolph Schiner 1868. Empis xanthopyga ingår i släktet Empis och familjen dansflugor. Inga underarter finns listade i Catalogue of Life.